# Голицына, Анна Александровна (1739)
Княгиня Анна Александровна Голицына, урождённая баронесса Строганова (7 декабря 1739— 22 апреля 1816) — кавалерственная дама Ордена Святой Екатерины меньшего креста; жена князя М. М. Голицына.

## Биография
Родилась в семье генерал-поручика барона Александра Григорьевича Строганова (1698—1754) от второго брака его с Еленой Васильевной Дмитриевой-Мамоновой (1716—1744), дочерью контр-адмирала В. А. Дмитриева-Мамонова.
Сыновей-наследников А. Г. Строганов не оставил и после его смерти Анна Александровна получила половину огромного состояния Строгановых, включавшего дома в Москве и Санкт-Петербурге, богатую вотчину — подмосковное село Влахернское в Кузьминках с 518 десятинами земли, солеварни и «железоделательные заводы» на Урале. Вторая половина наследства отошла мужу её сводной сестры Варвары — Б. Г. Шаховскому.
Будучи богатой невестой, 15 сентября 1757 года вышла замуж за князя Михаила Михайловича Голицына (1731—1804), впоследствии генерал-поручика, действительного камергера и Калужского губернского предводителя дворянства. В приданое она принесла усадьбу Кузьминки. Брак их, по видимому, был счастливым, и супруги оставили многочисленное потомство.
В придворном месяцеслове на 1802 год княгиня Голицына значилась кавалерственной дамой ордена св. Екатерины. Умерла 22 апреля 1816 года в Москве и была похоронена на территории Донского монастыря.

## Дети
В браке имела 10 детей:
- Дмитрий Михайлович (25.08.1758—25.12.1782), числился в Лейб-гвардии Конном полку капралом, капитан, умер от укуса бешеной собаки.
- Михаил Михайлович (16.08.1759—21.09.1815), старший.
- Екатерина Михайловна (15.01.1763—04.11.1823[4]), замужем не была, умерла от рака.
- Анастасия Михайловна (14.08.1764—10.11.1854), замужем не была.
- Михаил Михайлович (15.02.1766—1766), младший.
- Елизавета Михайловна (02.09.1768—16.08.1833), замужем за бывшим фаворитом императрицы, за генералом Александром Петровичем Ермоловым (1754—1835), которому принесла большое приданое. В 1800 году её муж с двумя сыновьями навсегда уехал за границу, она же осталась с сыном Михаилом в Москве, где жила в большом родовом доме на Пречистенке. Скончалась в Москве и была похоронена в Донском монастыре.
- Татьяна Михайловна (30.09.1769—08.11.1840), с 1792 года замужем за князем Иваном Ивановичем Прозоровским (1754—1811).
- Александр Михайлович (08.09.1772—31.07.1821), гофмейстер, собиратель художественных редкостей.
- Сергей Михайлович (9 июля 1774 — 7 февраля 1859), камергер, действительный тайный советник.
- Елена Михайловна (1776—18.06.1855), фрейлина, замужем не была. По отзывам современника, была добрейшим в мире существом, перешла в католичество. Последние годы жизни жила в доме брата на Пречистенке.

Портреты детей
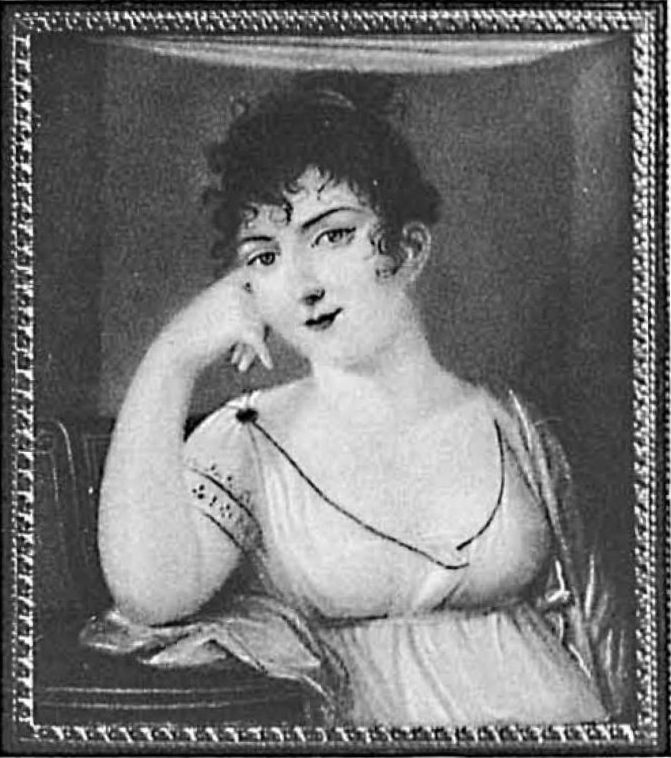
Елизавета Михайловна
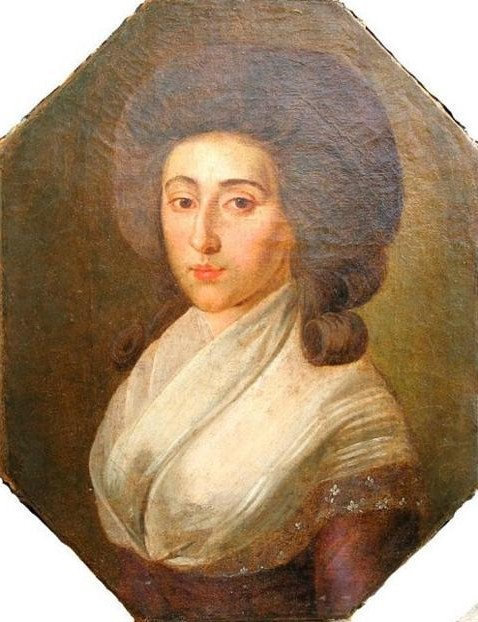
Татьяна Михайловна
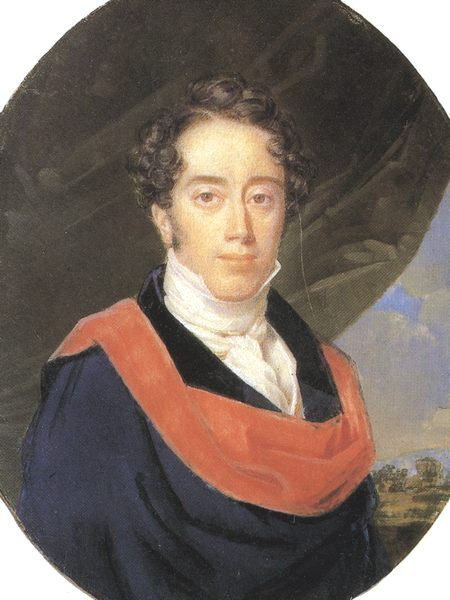
Александр Михайлович
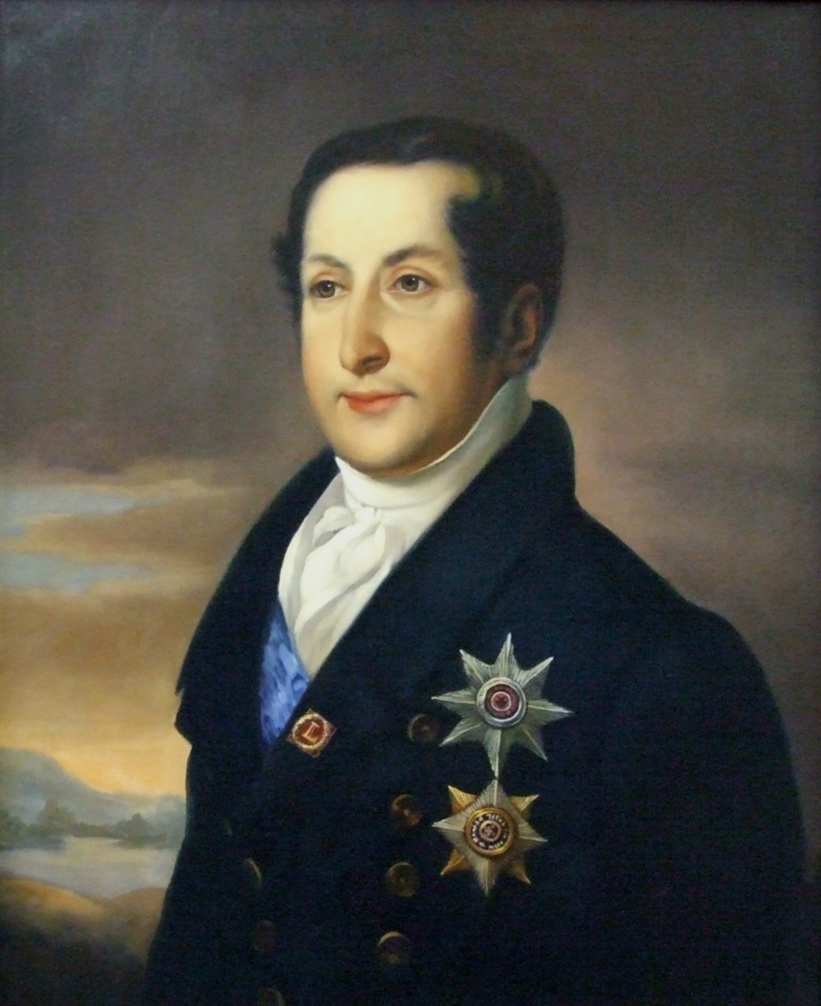
Сергей Михайлович
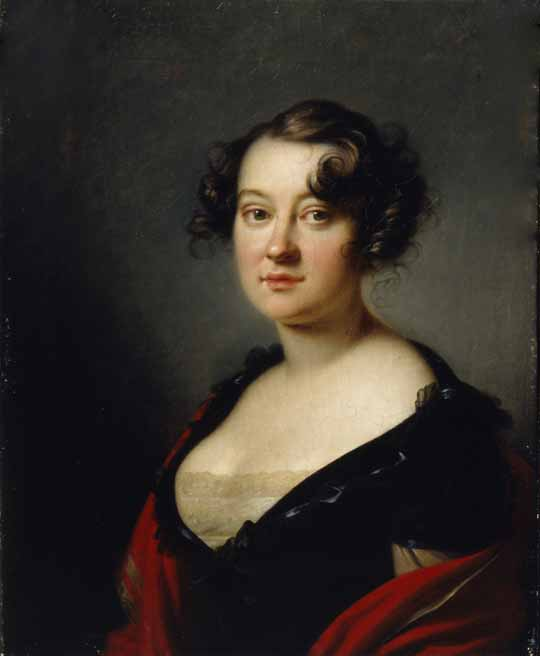
Елена Михайловна